# جائزة نيوزيلندا الكبرى 2008
جائزة نيوزيلندا الكبرى 2008 هو سباق فورمولا 1 أقيم بتاريخ 13 يناير 2008 في نيوزيلندا.